# Kassinula wittei
Kassinula wittei és una espècie d'amfibi de la família Hyperoliidae monotípica del gènere Kassinula. Habita a la República Democràtica del Congo, Zàmbia i possiblement a Angola. Habita en sabanes seques, prades humides o inundades en algunes estacions, llacs intermitents d'aigua dolça i maresmes intermitents d'aigua dolça.